# Belgenmop
Een Belgenmop is een mop waarin gespot wordt met Belgen, gewoonlijk door ze als dom, onnozel of schijnheilig af te schilderen. Zulke moppen worden in Nederland en Frankrijk verteld. Veel Belgenmoppen hebben de vorm van een raadsel.
Grappen over buurlanden vertellen is overigens niet typisch voor het Nederlandstalige gebied: veel naties vertellen moppen over de bewoners van andere landen, meestal buurlanden, en niet zelden zijn het zelfs dezelfde moppen. Duitsers maken zich vrolijk over Oost-Friezen die dom zouden zijn, Engelsen doen dat over Ieren, Zwitsers over Oostenrijkers, Spanjaarden over Portugezen, Kroaten over Slovenen, Joegoslaven (toen Joegoslavië nog een land was) over Albanezen.
In België, vooral in Vlaanderen, vertelt men dikwijls ook moppen over de Nederlanders, waarin gespot wordt met hun zuinigheid.
In veel landen, ook in België zelf wordt het begrip Belgenmop gebruikt wanneer iets in België slecht geregeld is, of bij onwerkelijke situaties (bijvoorbeeld ontstaan door de voor dit land typische wetgeving). Zo werd de eis dat de premier in bepaalde kwesties moest zwijgen om 'taalneutraal' (boven de gemeenschappen staand) te blijven, als 'Belgenmop' aangemerkt. Ook een stroomuitval die het landelijke luchtverkeer platlegde en een opeenstapeling van fouten bij de bouw van een nieuw gerechtsgebouw in Luik kregen deze diskwalificatie.

## Voorbeelden
- Wat zegt een Belg als hij twee meter voor zich een bananenschil ziet liggen?
"Oh, ik ga weer vallen!"

- Waarom lacht een Belg als hij een bliksemflits ziet?
Hij denkt dat een foto van hem wordt genomen.

- Waarom neemt een Belg een mes mee als hij auto gaat rijden?
Voor in geval hij de bocht wil afsnijden.

- Wat doet een Belg als hij een lucifer aansteekt?
Hij blaast die uit en steekt hem in zijn zak, want hij weet dat die lucifer het doet.

- Waarom loopt een Belg naast zijn fiets na vijven?
Het werk zit erop.

- Waarom zet een Belg zijn bril af bij alcoholcontrole?
Dat zijn dan twee glazen minder.